# Harold Miner
Harold David Miner (Inglewood, California; 5 de mayo de 1971) es un exjugador de baloncesto estadounidense que jugó durante 4 temporadas en la NBA. Con 1,96 metros de altura, lo hacía en el puesto de Base. Es conocido por haber ganado en dos ocasiones el Concurso de mates del All Star Weekend.

## Trayectoria deportiva

### Universidad
Jugó durante 3 temporadas con los Trojans de la Universidad del Sur de California, entre 1989 y 1992. De su etapa de high school arrastraba el apodo de Baby Jordan, por su facilidad y estética a la hora de realizar los mates. En su última temporada llevó a su equipo al puesto número 2 de los rankings universitarios, promediando 26,3 puntos y 7 rebotes por partido. Parecían candidatos al título de la NCAA, pero fueron eliminados por Georgia Tech en segunda ronda con una de las canastas sobre la bocina más famosas del torneo universitario.
En el total de su carrera escolar promedió 23,5 puntos y 5,4 rebotes por partido.

### Profesional
Fue elegido en el puesto 12 de la primera ronda del 1992 por Miami Heat, donde pronto advirtieron que las expectativas que se crearon en torno a su figura tras su excelente paso por la universidad fueron diluyéndose poco a poco. Sus entrenadores lo criticaron por su escasa aportación defensiva, y lo atribuyeron a la fama conseguida en su juventud con sus mates. De hecho, ganó en dos ocasiones el Concurso de mates de la NBA, en 1993 y 1995, donde batió al ganador del año anterior, Isaiah Rider, consolidándose como uno de los mejores matadores.
Pero su carrera como profesional estaba en declive. En 1995 fue traspasado a Cleveland Cavaliers, donde apenas pudo promediar 3,2 puntos en poco más de 7 minutos por partido. Fue de nuevo traspasado a Toronto Raptors, donde no llegó a jugar. Fue entonces cuando decidió retirarse del deporte en activo. En sus 4 años como profesional promedió 9 puntos y 2,2 rebotes por partido.